# Järbo landskommun, Dalsland
För landskommunen med detta namn i Gästrikland, se Järbo landskommun, Gästrikland.
Järbo landskommun var en tidigare kommun i Älvsborgs län.

## Administrativ historik
Kommunen inrättades i Järbo socken i Valbo härad i Dalsland när 1862 års kommunalförordningar trädde i kraft den 1 januari 1863.
Vid kommunreformen 1952 uppgick den i Högsäters landskommun som 1974 uppgick i Färgelanda kommun.

## Politik

### Mandatfördelning i Järbo landskommun 1946
| 3 | 13 | 2 |

| 18 |